# Miss Univers 1957
Miss Univers 1957, est la 6e édition du concours de Miss Univers a lieu en juillet 1957, au Long Beach Municipal Auditorium, à Long Beach, Californie, États-Unis.
Gladys Zender, Miss Pérou, succède à l'américaine Carol Morris, Miss Univers 1956. Elle est la première péruvienne et latino-américaine à remporter le titre de Miss Univers.

## Résultats
| Classement final  | Candidates |
| ----------------- | --- |
| Miss Univers 1957 | - Pérou - Gladys Zender |
| 1re dauphine      | - Brésil - Teresinha Gonçalves Morango |
| 2e dauphine       | - Angleterre - Sonia Hamilton |
| 3e dauphine       | - Cuba - María Rosa Gamio Fernández |
| 4e dauphine       | - Allemagne - Gerti Daub |
| Top 15            | - Alaska - Martha Lehmann - Argentine - Mónica Lamas1 - Autriche - Hannerl Melcher - Canada - Gloria Noakes - Grèce - Ligia Karavia - Italie - Valeria Fabrizi - Japon - Kyoko Otani - Maroc - Jacqueline Dorella Bonilla - Suède - Inger Jonsson - Uruguay - Gabriela Pascal |

## Prix spéciaux
| Prix                                       | Candidates                            |
| ------------------------------------------ | ------------------------------------- |
| Miss Congénialité                          | - Porto Rico - Mapita Mercado Cordero |
| Miss Photogénique                          | - Allemagne - Gerti Daub              |
| La fille la plus populaire dans une parade | - Canada - Gloria Noakes              |

## Candidates
| - Alaska – Martha Lehmann - Allemagne – Gerti Daub - Angleterre – Sonia Hamilton - Argentine – Mónica Lamas - Autriche – Hannerl Melcher - Belgique – Janine Hanotiau - Brésil – Teresinha Gonçalves Morango - Canada - Gloria Noakes - Ceylan – Camellia Rosalia Perera - Corée – Park Hyun-ok - Costa Rica – Sonia Cristina Icaza - Cuba – María Rosa Gamio Fernández - Équateur – Patricia Juliana Benítez Wright - France – Lisa Simon - Grèce – Ligia Karavia - Guatemala – Ana Walda Olyslager - Hawaï – Ramona Tong - Islande – Bryndis Schram | - Israël – Atara Barzilay - Italie – Valeria Fabrizi - Japon - Kyoko Otani - Martinique - Ginette Cidalise-Montaise - Mexique – Irma Arévalo - Maroc - Jacqueline Dorella Bonilla - Paraguay – Lucy Montanero Rivarola - Pérou – Gladys Rosa Zender Urbina - Philippines - Mary Ann Carmen Philipps Corrales - Porto Rico - Mapita Mercado Cordero - Suède – Inger Jonsson - Turquie - Guler Sirmen - Uruguay – Gabriela Pascal - Venezuela – Consuelo Nouel Gómez |

## Jury
| Membre | Membre                 | Nationalité   | Notes                                                                                                 |
| ------ | ---------------------- | ------------- | --- |
|        | Vincent Trotta         | Américaine    | Président du jury. Directeur artistique de Paramount Studios.                                         |
|        | Armando R. Maribona    | Cubaine       | Peintre.                                                                                              |
|        | Roger Zeiler           | Française     | Président de la Mondial Events Organisation.                                                          |
|        | Dr Oscar Santa Maria   | Brésilienne   | . |
|        | Lois J. Swanson        | Américaine    | Vice-doyen des étudiants à Long Beach State College.                                                  |
|        | Mrs. Miyoko Yanagida   | Japonaise     | Peintre et créatrice d'une ligne de kimonos. Épouse du président de Japan Airlines, Seijiro Yanagita. |
|        | Reynaldo Herrera Uslar | Vénézuélienne | Aristocrate et rédacteur en chef de Vanity Fair. Époux de Carolina Herrera.                           |
|        | Harvey Earl Wilson     | Américaine    | Auteur, journaliste et chroniqueur.                                                                   |
|        | Alberto Vargas         | Péruvienne    | Peintre et dessinateur reconnu pour ses pin-up.                                                       |

## Observations

### Débuts
- Maroc
- Martinique
- Paraguay

### Retours
Dernière participation en 1953
- Autriche ;
- Hawaï.

Dernière participation en 1955
- Ceylan ;
- Corée.

### Désistements
Les pays qui ont abandonné la compétition
- Australie
- Chili
- États-Unis
- Finlande
- Guyane
- République dominicaine

Les pays qui ont choisi les candidates, mais l'État se retire de la compétition
- Australie - June Finlayson
- Colombie - Yolanda Pulecio Vélez
- États-Unis - Charlotte Sheffield
- Finlande - Marita Lindahl